# Castelele de pe Loara
Castelele de pe valea Loarei fac parte din moștenirea arhitectonică a orașelor Amboise, Angers, Blois, Chinon, Montsoreau, Nantes, Orléans, Saumur și Tours, situate în Franța, de-a lungul Văii Loarei. Ele se încadrează stilistic în cadrul curentului Renașterii și Iluminismului.

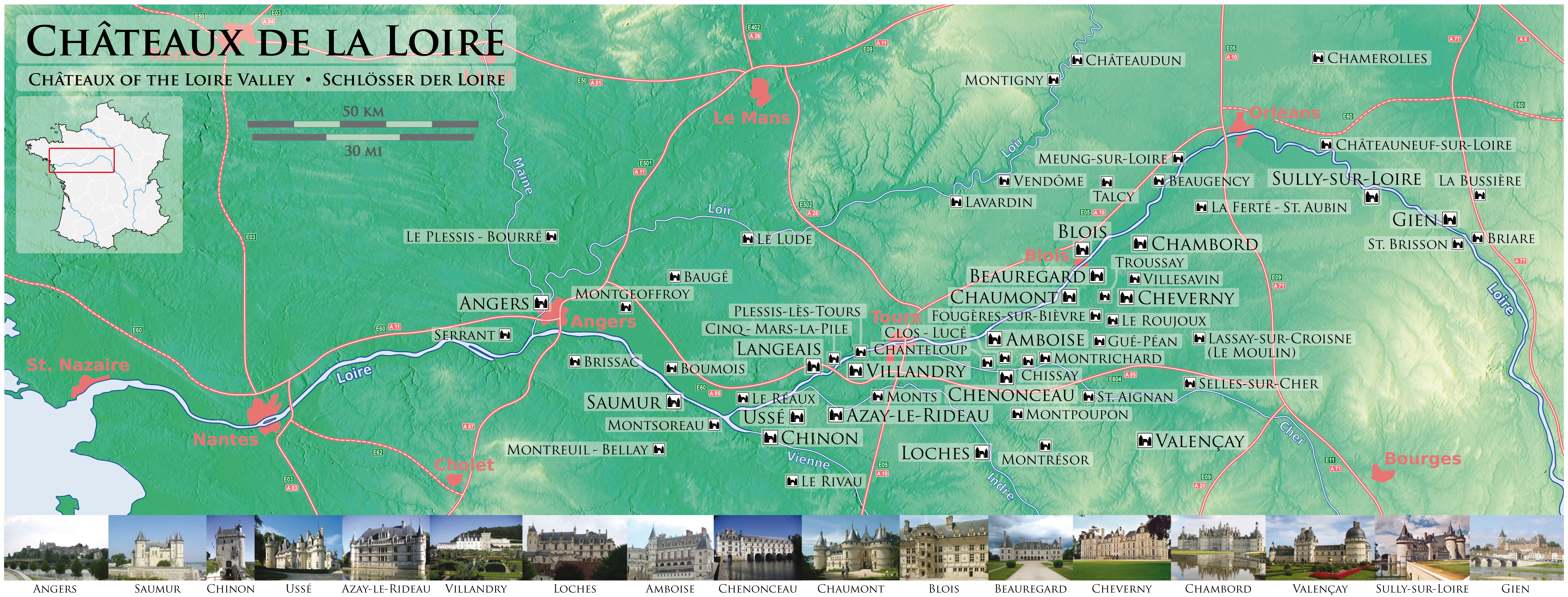
Castelele de pe Loara

## Cadrul natural
Valea Loarei, un fluviu domol de câmpie, navigabil, reprezintă un cadru natural pitoresc.
Primăvara, verdele crud al vegetației, atmosfera clară, parfumul florilor îi conferă o măreție și frumusețe inegalabile.
Toamna, climatul blând, nuanțele ruginii ale pădurilor și calmul atmosferei conferă regiunii o aură romantică, la care se adaugă farmecul tradițional al culesului viilor.

## Context istoric
În secolele XV - XVI, monarhia franceză era mai puternică decât în celelalte țări ale Europei apusene.
În perioada lui Francisc I, curtea regală devenise un adevărat centru al umanismului influențat de Renașterea italiană.

## Stil constructiv
Castelele de pe Loara se situează cronologic de-a lungul a șapte secole de evoluție a stilurilor arhitecturale.
Astfel, castelele din Angers, Chinon, Loches se înscriu în goticul tradițional, cele din Amboise, Blois, Chambord, Chenonceaux, Montsoreau în stilul renascentist, pe când castelele din Valençay și Cheverny aparțin clasicismului.